# Leonid Brumberg
Leonid Efimovič Brumberg (in russo Леонид Ефимович Брумберг?; Rostov sul Don, 30 aprile 1925 – Vienna, 20 agosto 2010) è stato un pianista russo.

## Biografia
Brumberg si è formato al Conservatorio di Mosca con Heinrich Neuhaus (pianoforte), Nikolaj Mjaskovskij (composizione) e Dmitrij Šostakovič (strumentazione).
Dopo il diploma, ha iniziato la carriera concertistica, che rimase confinata, fino alla sua emigrazione avvenuta nel 1981, nei limiti dell'URSS e del blocco orientale.
Liberato dai vincoli dell'amministrazione statale, cominciò a tenere concerti a livello internazionale. Ha collaborato con famosi direttori d'orchestra quali Roždestvenskij, Svetlanov, Kondrašin e Zubin Mehta. Spesso è stato ospite al Rheingau Musik Festival, dove ha eseguito l'integrale delle opere di Chopin nel 1996. Le sue esecuzioni al pianoforte sono documentate in numerose registrazioni.
Come insegnante è stato inizialmente assistente per il suo maestro Neuhaus, prima di diventare professore presso l'Istituto Gnessin. Dopo essere emigrato, si stabilì a Vienna, dove ha ricoperto nel periodo 1982-1998 l'incarico di docente al Conservatorio di Vienna.